# Kālpi
Kālpi är en ort i Indien.   Den ligger i distriktet Jālaun och delstaten Uttar Pradesh, i den centrala delen av landet, 400 km sydost om huvudstaden New Delhi. Kālpi ligger 128 meter över havet och antalet invånare är 44 339.
Terrängen runt Kālpi är platt. Runt Kālpi är det tätbefolkat, med 266 invånare per kvadratkilometer. Kālpi är det största samhället i trakten. Trakten runt Kālpi består till största delen av jordbruksmark.